# Iwan Carewicz

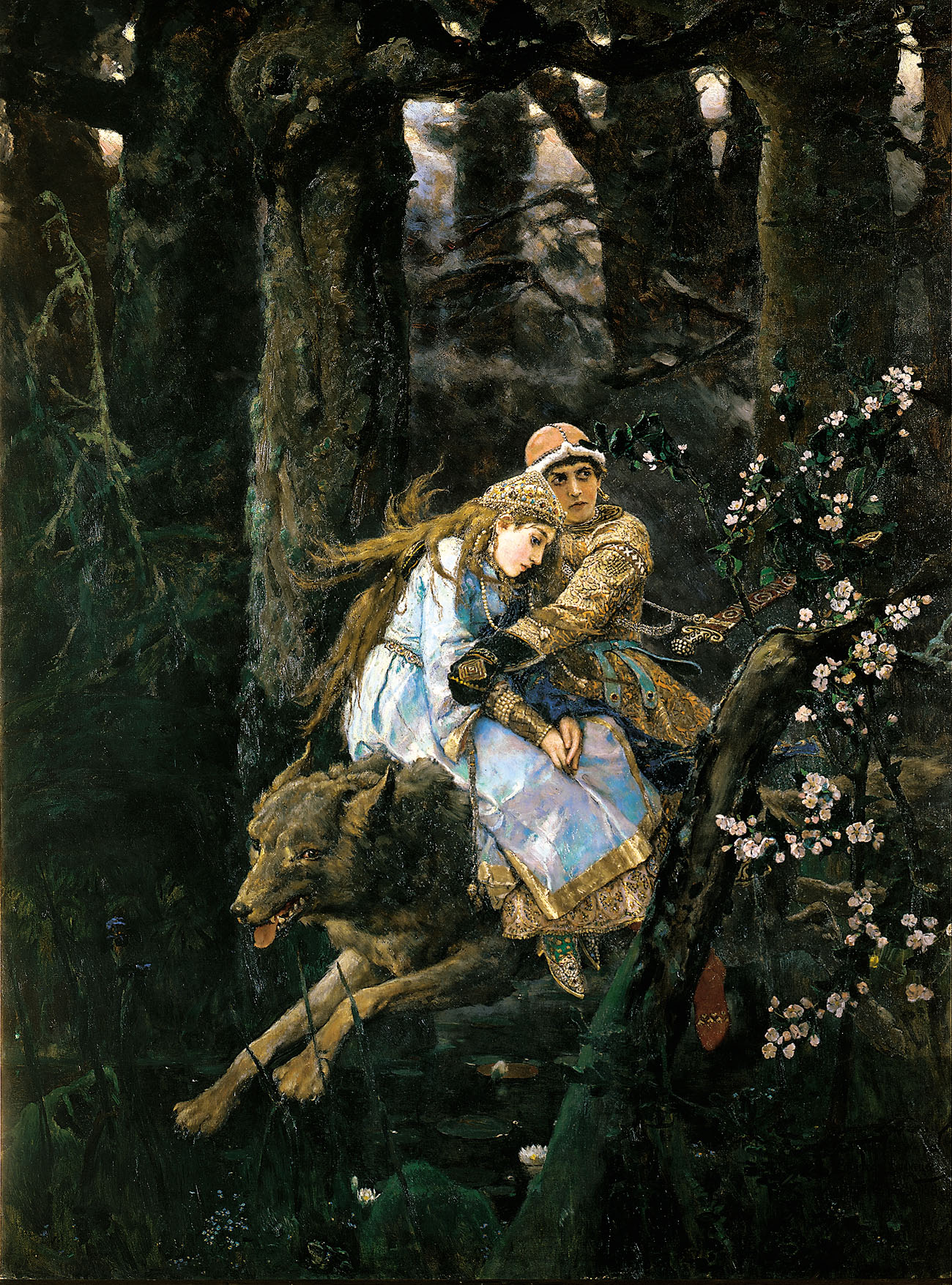
Iwan Carewicz i Szary Wilk W. Wasniecow

Iwan Carewicz (Иван-Царевич) – jedna z głównych postaci rosyjskiego folkloru.

## Iwan Carewicz w literaturze
Liczne opowieści opublikowane m.in. przez A. Afanasjewa.
- Bajka o Iwanie-carewiczu i Szarym Wilku[1], (Bajka o carewiczu Iwanie i o burym wilku[2]) (Иван-царевич и Серый волк)
- Bajka o carównie zaklętej w żabkę (Царевна-лягушка)
- Bajka o młodych jabłkach i żywej wodzie (Сказка о молодильных яблоках и живой воде)
- Maria Moriewna[3] (Марья Моревна)
- Bajka o Wasylisie Mądrej (Морской Царь и Василиса Премудрая)

## Iwan Carewicz w sztuce

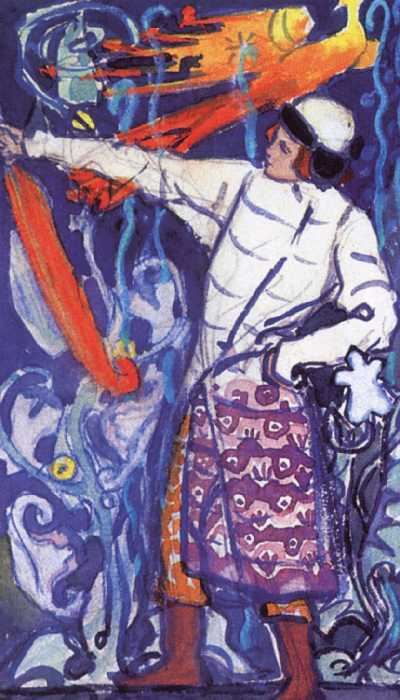
J. Polenowa, Iwan Carewicz i Żar-ptak
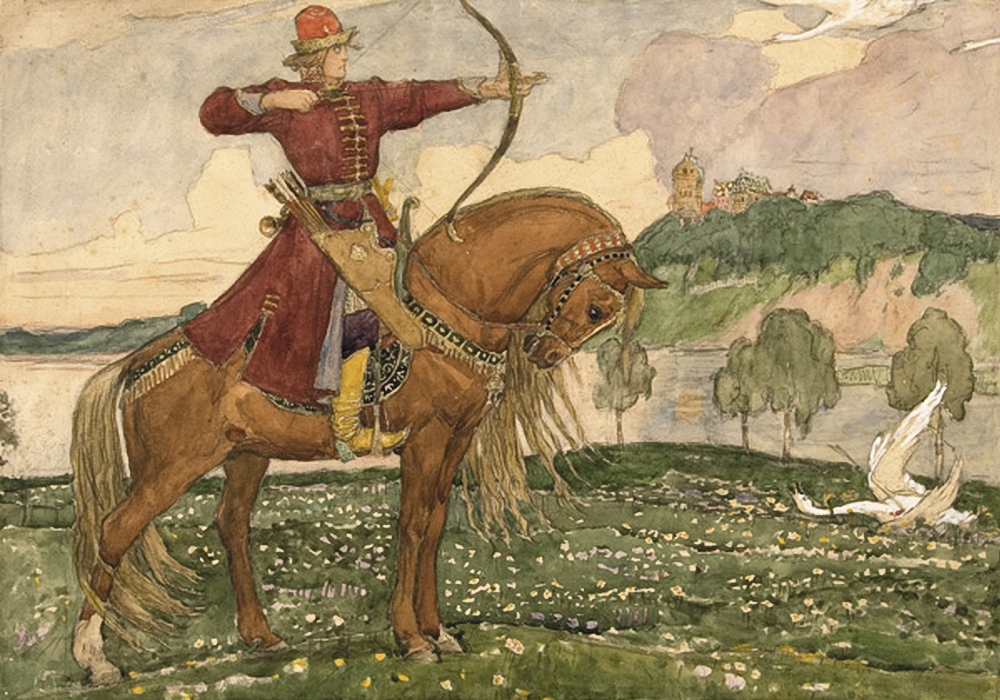
W. Wasniecow, Iwan Carewicz i łabędź
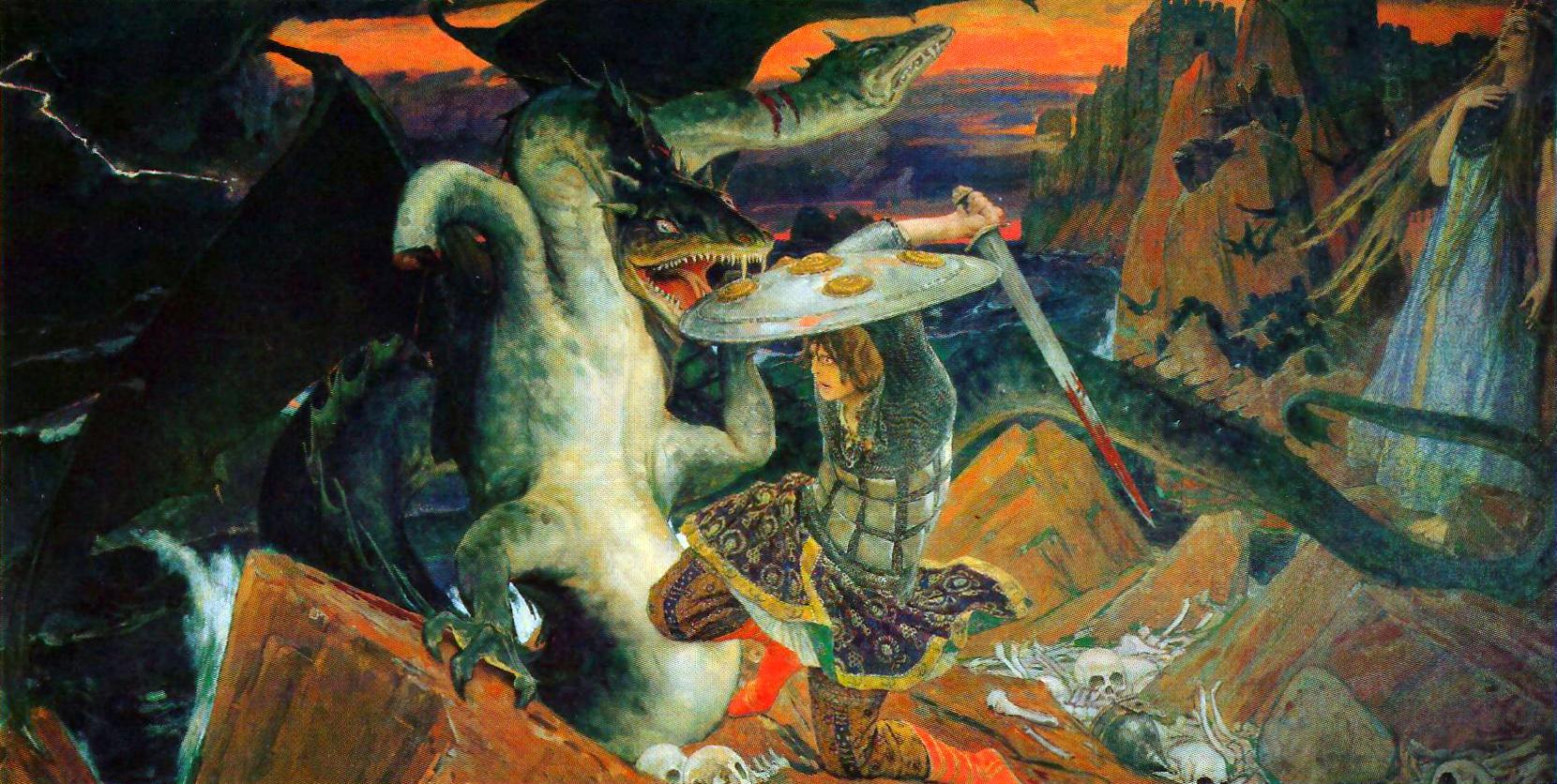
W. Wasniecow, Iwan Carewicz i smok

## Iwan Carewicz w filmie
- 1954: Królewna żabka
- 1984: Żar-ptak
- 2011: Iwan Carewicz i Szary Wilk